# 휫필드 디피
베일리 휫필드 ‘휘트’ 디피(Bailey Whitfield “Whit” Diffie, 1944년 6월 5일 ~)는 미국의 암호학자이다. 공개열쇠암호분야의 개척자중 한 명이다. 1965년 MIT에서 수학 석사 학위를 받았다.
휘트필드 디피와 마틴 헬만은 1976년 논문 〈New Directions in Cryptography〉에서 암호학적 열쇠를 분배하는 혁신적인 방법(디피-헬만 키 교환)을 제안했다. 이 방식에서부터 현대적인 공개 키 암호 방식이 시작되었다.
1991년부터 썬 마이크로시스템즈에서 암호학 관련 분야를 연구하고 있다.